# Horst Hirt
Horst Hirt (* in Berlin) ist ein deutscher Journalist und Autor. 
Hirt arbeitete für den Rundfunk der DDR und verfasste für das Solidaritätskomitee der DDR mehrere Bücher über Kambodscha und Vietnam. Für sein Radio-Feature 21 Tage danach interviewte er 1975 in einem Arbeitslager ehemalige Offiziere der Saigoner Armee.

## Werke
Schriften
- Vietnam im Morgenlicht. Reiseeindrücke. Solidaritätskomitee der DDR, Berlin 1976.
- Kampuchea nach der Befreiung. Augenzeugen berichten. Solidaritätskomitee der DDR, Berlin 1979
- Wiedergeburt eines Volkes. Kampuchea im ersten Jahr nach seiner Befreiung. Solidaritätskomitee der DDR, Berlin 1980.
- Zuversicht in der Volksrepublik Kampuchea. Solidaritätskomitee der DDR, Berlin 1981.

Features
- Zusammen mit Jochen Hauser: Vietnam heute. Regie: Walter Niklaus, Rundfunk der DDR, 1973, 44 min.
- 21 Tage danach. Feature über die Befreiung von Đà Nẵng. Regie: Ingo Langberg. Rundfunk der DDR, 1975, 35 min.